# Igor Wandtke
Igor Wandtke (Lübeck, 3 de noviembre de 1990) es un deportista alemán que compite en judo.
Participó en dos Juegos Olímpicos de Verano, en los años 
2016 y 2020, obteniendo una medalla de bronce en Tokio 2020, en la prueba de equipo mixto. Ganó una medalla de oro en el Campeonato Europeo de Judo por Equipo Mixto de 2018.

## Palmarés internacional
| Juegos Olímpicos                    | Juegos Olímpicos      | Juegos Olímpicos  | Juegos Olímpicos |
| Año                                 | Lugar                 | Medalla           | Categoría        |
| ----------------------------------- | --------------------- | ----------------- | ---------------- |
| 2020                                | Tokio (Japón)         | Medalla de bronce | Equipo mixto     |
| Campeonato Europeo por Equipo Mixto |                       |                   |                  |
| Año                                 | Lugar                 | Medalla           | Categoría        |
| 2018                                | Ekaterimburgo (Rusia) | Medalla de oro    | Equipo mixto     |